# Sopwith Salamander
Sopwith TF.2 Salamander là một loại máy bay cường kích của Anh trong Chiến tranh thế giới I, do Sopwith Aviation Company thiết kế, bay lần đầu tháng 4 năm 1918.

## Quốc gia sử dụng
Anh Quốc
- Không quân Hoàng gia[2]

## Tính năng kỹ chiến thuật (Sopwith TF.2 Salamander)
Dữ liệu lấy từ British Aeroplanes 1914–18
Đặc điểm tổng quát
- Kíp lái: 1
- Chiều dài: 19 ft 6 in (5,95 m)
- Sải cánh: 31 ft 2⅝ in [4] (9,52 m)
- Chiều cao: 9 ft 4 in (2,85 m)
- Diện tích cánh: 272 sq ft (25,28 sq m)
- Trọng lượng rỗng: 1.844 lb (838 kg)
- Trọng lượng có tải: 2.512 lb (1.142 kg)
- Động cơ: 1 × Bentley BR2, 230 hp (172 kw)
- Nhiên liệu: 29 gallon (110 lít)

 Hiệu suất bay 
- Vận tốc cực đại: 125 mph (109 knot, 201 km/h) trên độ cao 500 ft (150 m)
- Thời gian bay: 1 giờ 30 phút
- Trần bay: 13.000 (3.960 m)
- Lên độ cao 6.500 ft (1.980 m): 9 phút 5 giây
- Lên độ cao 10.000 ft (3.050 m): 17 phút 5 giây

Trang bị vũ khí

- Súng: 2 × súng máy Vickers 0.303 in
- Bom: 4 × quả bom 25 lb (10 kg)[5]